# بريدة بن الحصيب
بريدة بن الحُصَيب هو الصحابي بريدة بن الحصيب بن عبد الله بن الحارث بن الأعرج بن سعد بن زراح بن عدي بن سهم بن مازن بن الحارث بن سلامان بن أسلم بن أفصى بن حارثة بن عمرو بن عامر الأسلمي، يكنى: أبا عبد الله، وقيل: أبا سهل وقيل: أبا الحصيب، وقيل: أبا ساسان، والمشهور: أبو عبد الله.

## إسلامه
أسلم حين مر به النبي مهاجراً، هو ومن معه، وكانوا نحو ثمانين بيتاً، فصلى رسول الله العشاء الآخرة فصلوا خلفه، وأقام بأرض قومه، ثم قدم على رسول الله بعد أحد، فشهد معه مشاهده، وشهد الحديبية، وبيعة الرضوان تحت الشجرة، وكان من ساكني المدينة، ثم تحول إلى البصرة، وابتنى بها داراً، ثم خرج منها غازياً إلى خراسان، فأقام بمرو حتى مات ودفن بها، وبقي ولده بها. وكانت وفاته عام اثنين وستين، أو ثلاث وستين للهجرة.

## روايته
وروى عبد الله بن بريدة عن أبيه أن النبي قال له وللحكم بن عمرو الغفاري: «أنتما عينان لأهل المشرق» فقدما مرو، وماتا بها.
وقال عبد الله بن بريدة عن أبيه أن النبي كان يتفاءل ولا يتطير، فركب بريدة في سبعين راكباً من أهل بيته من بني سهم، فلقي النبي فقال له: «ممن أنت»؟: قال: من أسلم، فقال لأبي بكر: «سلمنا»، ثم قال: «من بني من»؟ قال: من بني سهم، قال: «خرج سهمك».
وأخرج ابن الأثير في أسد الغابة قال: أخبرنا إبراهيم بن محمد بن مهران. وأبو جعفر بن أحمد وغيرهما، قالوا بإسنادهم عن أبي عيسى الترمذي قال: حدثنا محمد بن حميد، أخبرنا زيد بن الحباب وأبو تميلة، عن عبد الله بن مسلم، عن عبد الله بن بريدة عن أبيه قال: "جاء إلى رسول الله، وعليه خاتم من حديد، فقال: "ما لي رأى عليك حلية أهل النار"؟ ثم جاءه وعليه خاتم من صفر فقال: "ما لي أجد منك ريح الأصنام"؟ ثم أتاه وعليه خاتم من ذهب، فقال: "ما لي أرى عليك حلية أهل الجنة"؟ قال: من أي شيء أتخذه؟، قال: "من ورق ولا تتمه مثقالاً".
وقال ابن الأثير أيضاً: وأخبرنا عبد الوهّاب بن هبة الله، أخبرنا الرئيس أبو القاسم الكاتب، أخبرنا أبو علي الحسن المذكر أخبرنا أحمد بن مالك أبو بكر، أخبرنا عبد الله بن أحمد، حدثني أبي، حدثنا روح، عن علي بن سويد بن منجوف، عن عبد الله بن بريدة، عن أبيه قال: «بعث رسول الله علياً إلى خالد بن الوليد ليقسم الخمس، وقال روح مرة: ليقبض الخمس، قال: وأصبح علي ورأسه يقطر، قال: فقال خالد لبريدة: ألا ترى إلى ما يصنع هذا؟ قال: فلما رجعت إلى النبي أخبرته بما صنع علي، قال: وكنت أبغض علياً فقال:» يا بريدة، أتبغض علياً«؟ قال: قلت: نعم، قال:» فلا تبغضه«وقال روح مرة: فأحبه، فإنه له في الخمس أكثر من ذلك».وأصل هذه القصة في صحيح البخاري.
وقد روى عن بريدة ولداه: عبد الله بن بريدة وسليمان بن بريدة، وممن حدث عنه أيضاً عامر بن شراحيل الشعبي، ولبريدة أحاديث في الصحيحين وغيرهما من كتب الحديث، وقال الذهبي إن مجموع أحاديثه عن النبي يقدر بمائة وخمسين حديثاً.